# Richard Andree
Richard Andree (Braunschweig, 26 febbraio 1835 – Norimberga, 22 giugno 1912) è stato un geografo tedesco.
Figlio di Karl Andree, sostenne che i popoli primitivi, vista la loro ideologia, sono condotti a idee e manifestazioni simili.
Curò l'uscita dell'Atlante Universo Andree.